# Pico Alcazaba
El Pico Alcazaba, con 3.365 metros, es la sexta cumbre más alta de España, por detrás del Teide (3.718 m), Mulhacén (3.482 m), Pico de Aneto (3.404 m), Pico del Veleta (3.398 m), Pico Posets (3.369). Es la tercera cumbre más alta de Sierra Nevada y la más remota de todas ellas, dado que carece de cualquier clase carreteras ni pistas forestales que faciliten la aproximación ni el acceso a su cima.

## Situación
Está enclavado en la provincia de Granada, España, y pertenece a Sierra Nevada, en la cordillera Penibética, en cuyo parque nacional se ubica.
Junto con los picos del Mulhacén y Puntal de la Caldera, forma un anfiteatro en la vertiente Norte de dicha sierra del que proceden las primeras aguas del río Genil, que en sus primeros aportes se denomina Río Real.

## Geología
Geológicamente, pertenece al llamado Complejo nevado-filábride y, dentro de él, al Grupos del Mulhacén. Las rocas son fundamentalmente micasquistos, con distena y estaurolita.

## Historia

### Accidente aéreo de 1964
El 2 de octubre de 1964, un Douglas DC-6B de la aerolínea francesa UTA que cubría la ruta de París a Port Étienne (actualmente Nuadibú, Mauritania), con escalas previas en Marsella y Palma de Mallorca, se estrelló en el Tajo del Goterón, próximo al pico Alcazaba. Perecieron sus 80 ocupantes. La causa del desastre "no se pudo determinar." En aquel tiempo, fue el peor accidente aéreo que había ocurrido en España y seguiría siéndolo hasta la catástrofe del Montseny de 1970.